# Музей южноамериканского футбола
Музей южноамериканского футбола (исп. Museo del Fútbol Sudamericano) — музей в пригороде Асунсьона Луке, посвящённый истории континентального футбола. В разных источниках учреждение называется как просто Музей футбола, либо Музей КОНМЕБОЛ. Здание находится в непосредственной близости от крупнейшего международного аэропорта Парагвая «Сильвио Петтиросси». Музей находится в собственности Конфедерации южноамериканского футбола (КОНМЕБОЛ) и был открыт 31 января 2009 года.

## История
Комплекс был открыт 31 января 2009 года президентом ФИФА Зеппом Блаттером, бывшим президентом этой организации Жоао Авеланжем, а также президентом президентом КОНМЕБОЛ парагвайцем Николасом Леосом. В церемонии открытия также были задействованы такие футбольные звёзды, как Кафу и Пеле.
В день открытия в музей была доставлена копия Кубка мира, которая до сих пор хранится в музее и является одним из его главных экспонатов.
После открытия КОНМЕБОЛ подверглась критике за то, что в музей пускали лишь небольшие по численности туристические группы, причём исключительно по предварительной записи. Из-за этого, по мнению журналистов, музей не выполнял своей главной задачи — познакомить как можно большее количество людей со славными страницами истории футбола в Южной Америке. По словам сотрудников музея, такая ситуация связана с тем, что КОНМЕБОЛ ждала завершения строительства гостиницы к югу от музея, входящей в единый инфраструктурный комплекс. Музей был открыт для широкой публики лишь после ноября 2010 года.

## Экспозиция

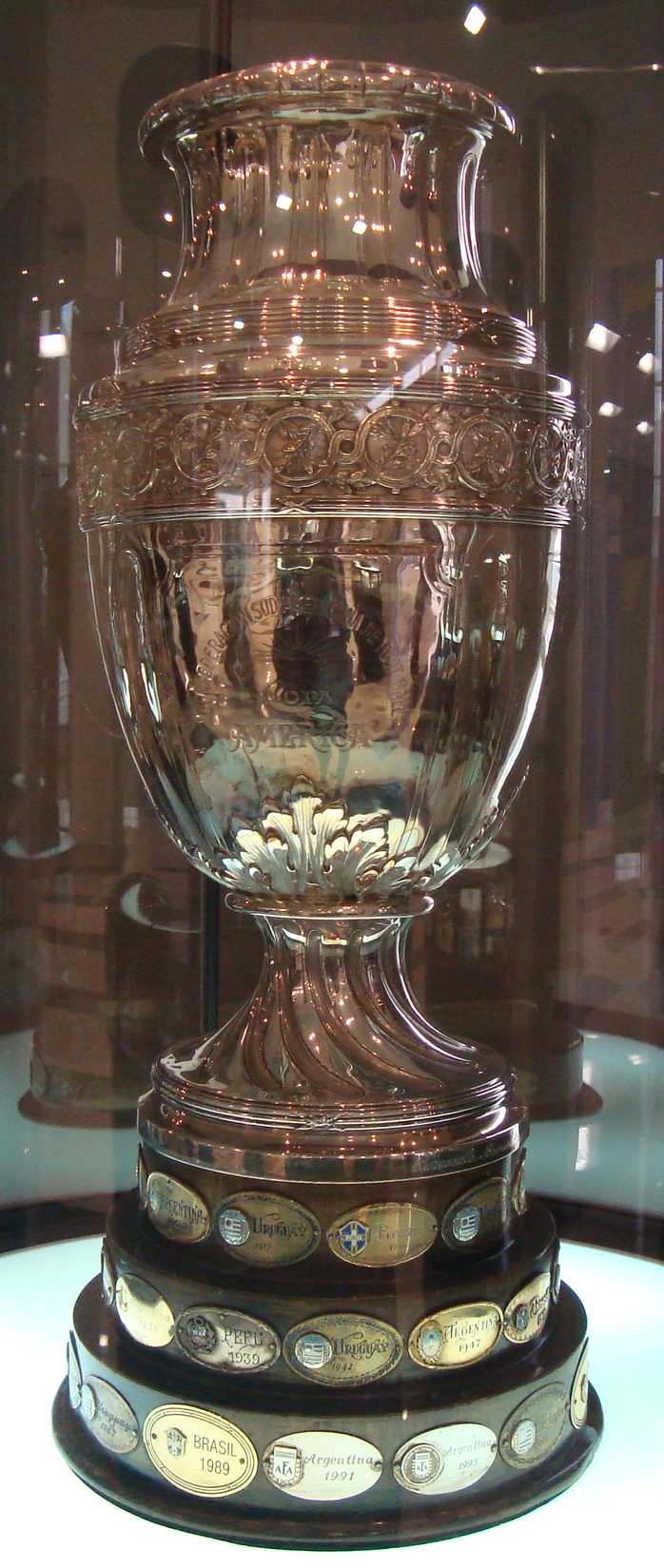
Кубок Америки в Музее южноамериканского футбола.

Музей южноамериканского футбола в Луке стал важным объектом для посещения у туристов, особенно для любителей футбола. Поскольку музей принадлежит КОНМЕБОЛ, в музее присутствует множество плакатов и объектов, связанных с турнирами, проводимыми организацией — Кубком Либертадорес, Южноамериканским кубком и Рекопой Южной Америки. На полках с трофеями также указаны названия клубов и описываются события, связанные с их победами в том или ином турнире.
В музее есть зоны всех сборных континента, а также собраны копии всех Кубков Америки — главного турнира для сборных Южной Америки, а также копиями Кубка мира, завоёванного Уругваем, Бразилией и Аргентиной (в 1930, 1950, 1958, 1962, 1970, 1978, 1986, 1994 и 2002 годах).
В музее есть зал, названный «Американские братья», посвящённый биографиям выдающихся футбольных деятелей и звёзд Аргентины, Бразилии, Уругвая, Парагвая, Чили, Колумбии, Эквадора, Венесуэлы и Перу. Посетители также могут посмотреть 360-градусный фильм о происхождении футбола и его развитии на континенте. В каждом секторе есть динамические панели с текстами, фотографиями и графикой. На мультимедийных терминалах посетители могут получить доступ к эксклюзивным материалам и интервью.

## Инфраструктура
Музей южноамериканского футбола занимает часть большого комплекса площадью 9 450 м², к которому также относится современная гостиница «Bourbon Asunción» одна из самых роскошных в Парагвае. В том же здании, что и музей, расположен конференц-центр, в котором регулярно проводятся различные официальные мероприятия, например, жеребьёвки международных турниров для клубов и сборных. Штаб-квартира КОНМЕБОЛ находится через дорогу от здания музея. Весь комплекс расположен на 40 гектарах в непосредственной близости от крупнейшего международного аэропорта Парагвая — «Сильвио Петтиросси».
После открытия свободного посещения музей стали посещать туристы со всего мира. Для них выставлено около 1700 экспонатов — трикотажные изделия, кубки, фотографии. В этой коллекции основное внимание уделено сильнейшим командам континента, однако нашлось место и для небольших команд. Посетители могут пройтись по интерактивным пространствам и в конце экскурсии оставить запись в книге для посетителей. Для новых выставок предусмотрена дополнительная сцена площадью 1500 м².
Значительная часть экспозиции посвящена Бразилии. В её секторе особенно отмечены такие персоны, как Пеле, Диди, Гарринча, Нилтон Сантос, Ромарио, Роналдо, а также арбитр Арналдо Коэльо, судивший финал чемпионата мира 1982 года. У других девяти стран, входящих в КОНМЕБОЛ, также есть композиции, посвящённые ведущим клубам, достижениям и звёздам, таким как Диего Марадона, Лионель Месси, Карлос Вальдеррама и другие.

## Галерея

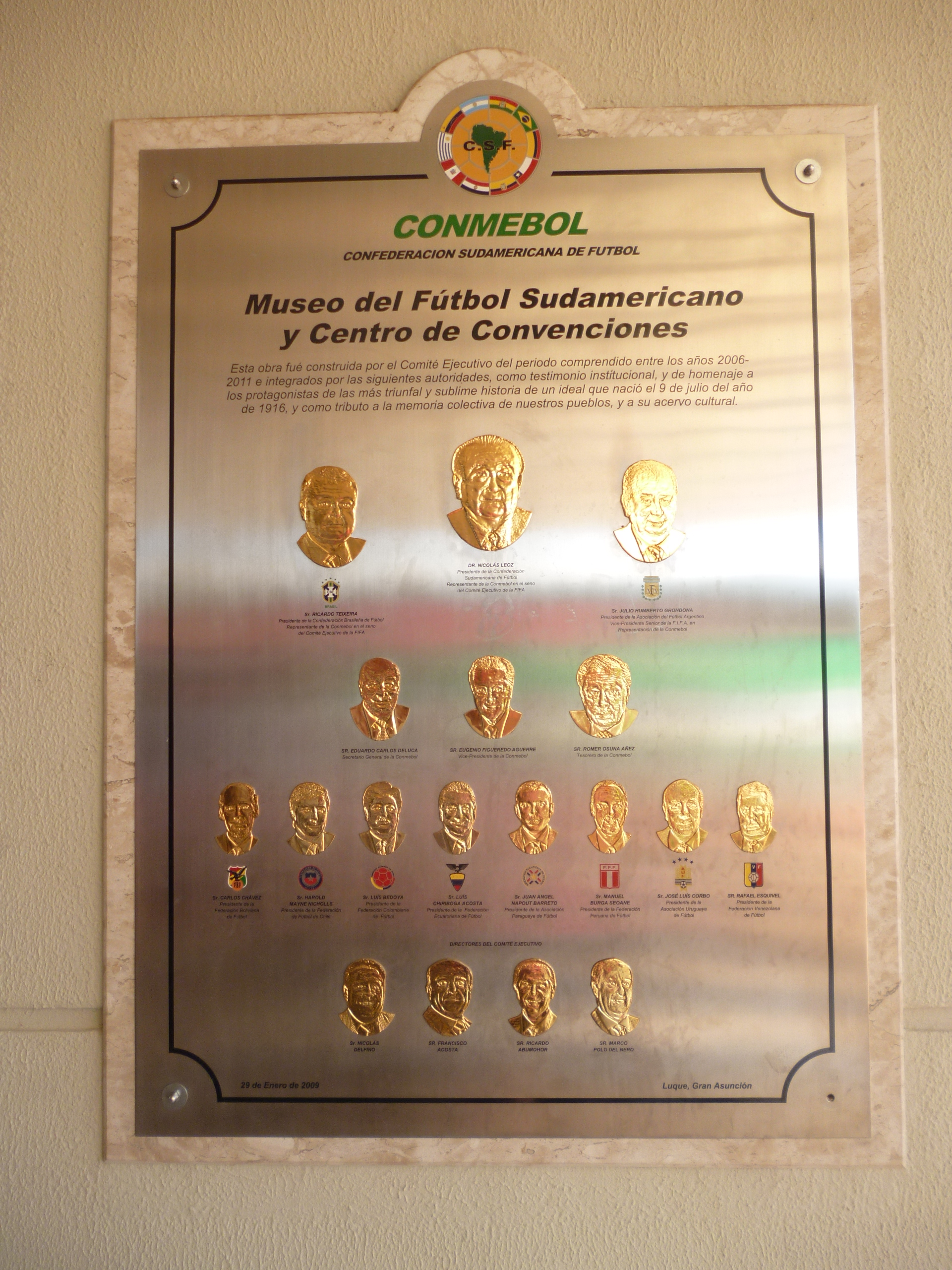
Мемориальная доска членов Исполкома КОНМЕБОЛ и президентов южноамериканских футбольных ассоциаций, при которых был открыт музейно-конференционный комплекс.
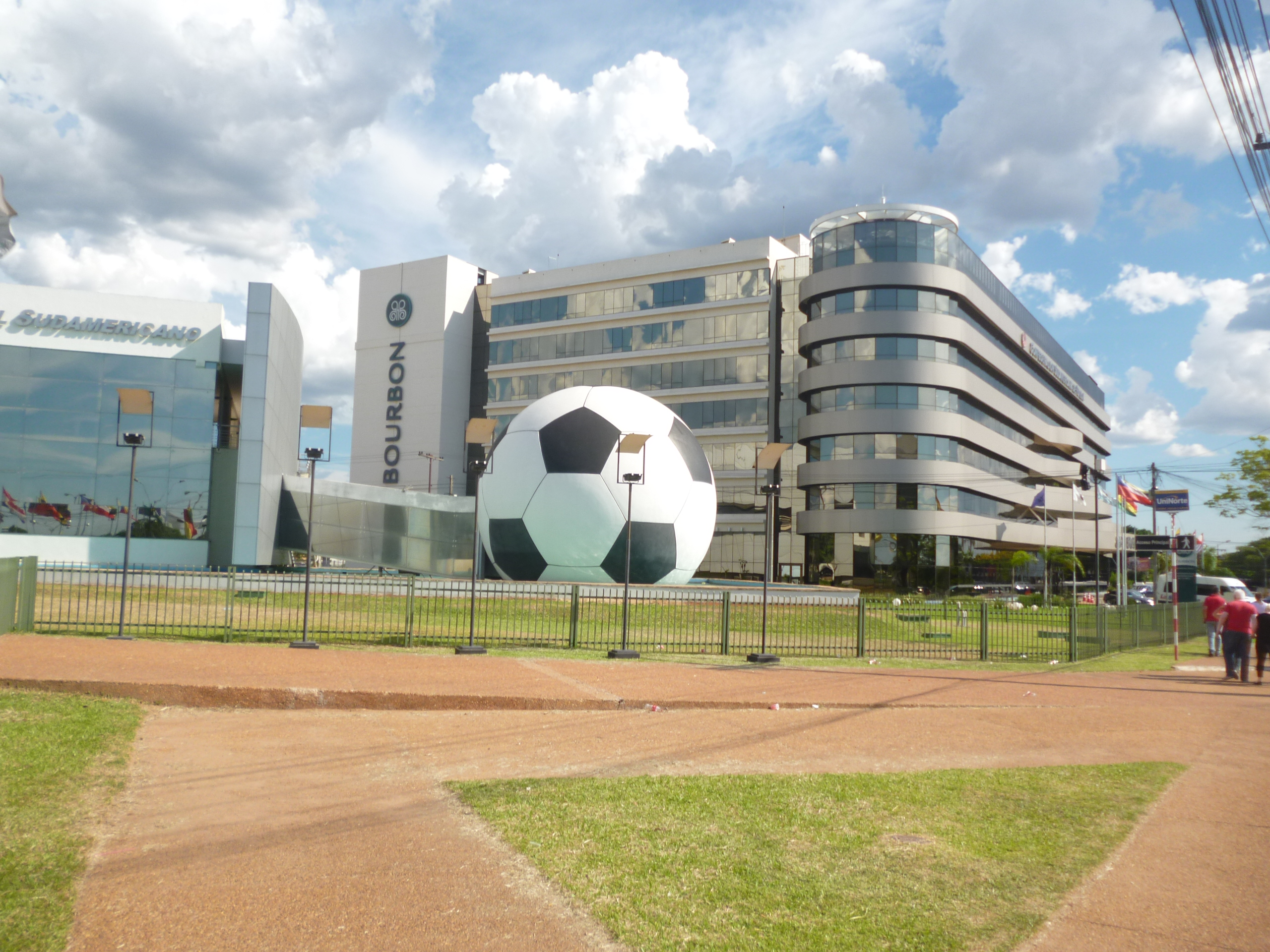
У входа в музей установлен огромный футбольный мяч; на заднем плане — гостиница «Bourbon Asunción»